# Parts per trillion
Der englische Ausdruck parts per trillion (zu Deutsch „Teile pro Billion“) steht für den Faktor 10−12, also ein Billionstel. Die Abkürzung ppt wird wie eine Hilfsmaßeinheit verwendet,− vergleichbar mit dem Prozent (%) für den Faktor 10−2 und dem Promille (‰) für den Faktor 10−3.
Da das Wort Trillion je nach Sprache 1012 oder 1018 bedeutet, hat die IEC im Jahr 1978 empfohlen, die Ausdrücke parts per million/billion/trillion nicht zu verwenden. Dieser Auffassung hat sich die internationale ISO-Normung angeschlossen. Stattdessen wird die Benutzung von Potenzen von 10 empfohlen.
Zudem wird die Abkürzung ppt in englischsprachigen Ländern manchmal auch für parts per thousand verwendet, was zusätzlich für Unklarheit sorgt.
Im Prinzip lassen sich alle Größen, die sich in Prozent angeben lassen, auch in parts per trillion angeben, wenn die Zahlenwerte dazu in einer angemessenen Größenordnung liegen, so dass handliche Zahlen entstehen.
Da alle Festlegungen und Anwendungen sinngemäß dieselben sind wie bei parts per million, wird für weitere Einzelheiten auf diesen Artikel verwiesen.